# 2337 Boubín
2337 Boubín là một tiểu hành tinh vành đai chính với chu kỳ quỹ đạo là 1525.6704220 ngày (4.18 năm).
Nó được phát hiện ngày 22 tháng 10 năm 1976.